# Rebel·lió a bord

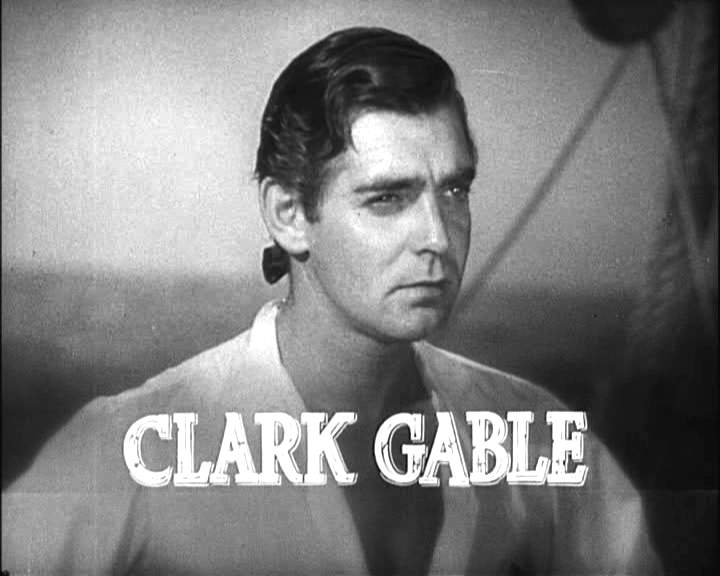
Clark Gable

Rebel·lió a bord (títol oficial en anglès Mutiny on the Bounty) és una pel·lícula estatunidenca de 1935, dirigida per Frank Lloyd. Aquesta pel·lícula ha estat doblada al català.

## Argument

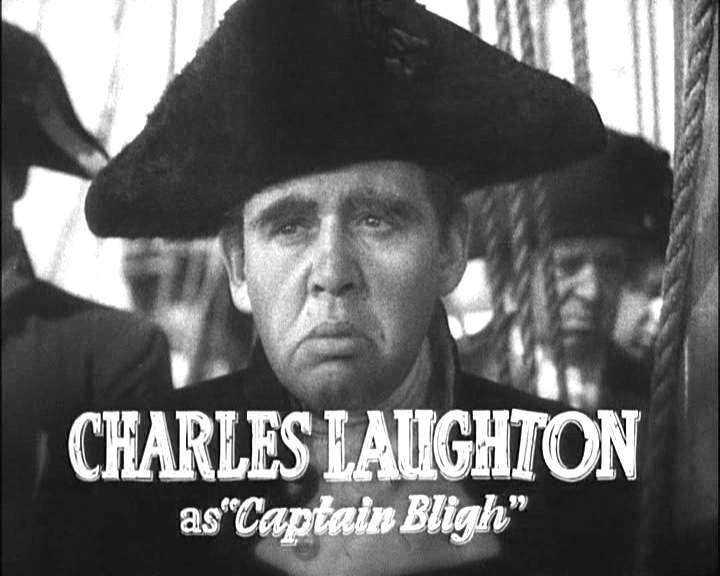
Charles Laughton

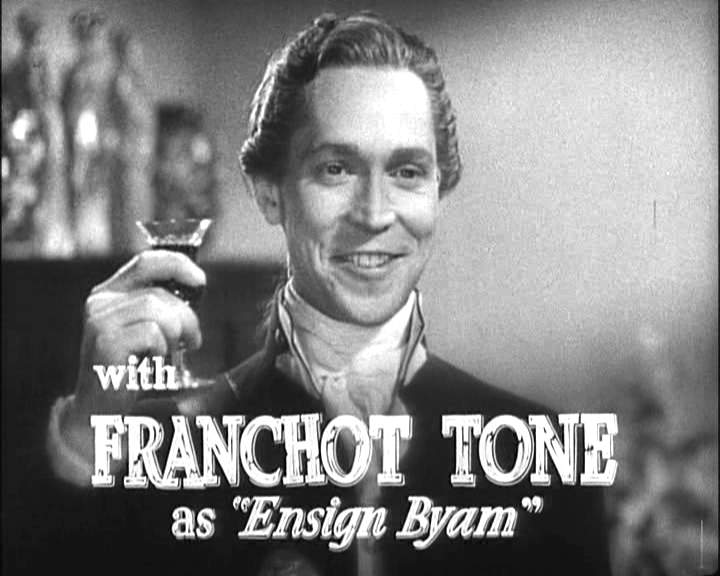
Franchot Tone

La pel·lícula conta el verdader motí portat per Fletcher Christian que va tenir lloc el 1790 a bord del Bounty. El capità Bligh donava proves de crueltat cap a la seva tripulació i la majoria dels oficials.

## Repartiment
- Clark Gable: Christian Fletcher
- Charles Laughton: Capità William Bligh
- Franchot Tone: Roger Byam
- Herbert Mundin: Smith, el cuiner
- Eddie Quillan: Thomas Ellison, amotinat
- Dudley Digges: Dr. Bacchus
- Donald Crisp: Thomas Burkitt
- Henry Stephenson: Sir Joseph Banks
- Spring Byington: Sra. Byam
- Francis Lister: Capità Nelson
- Mamo Clark: Maimiti
- Movita Castaneda: Tehanni
- Spring Byington: Mrs. Byam
- Byron Russell: Matthew Quintal
- David Torrence: Lord Hood
- John Harrington: Mr. Purcell
- Douglas Walton: Stewart
- Ian Wolfe: Maggs
- DeWitt Jennings: John Fryer
- Ivan F. Simpson: Morgan
- Vernon Downing: Thomas Hayward
- Bill Bambridge: Hitihiti
- Marion Clayton: Mary Ellison
- Stanley Fields: William Muspratt
- Wallis Clark: James Morrison, amotinat
- Crauford Kent: Edward Edwards
- Pat Flaherty: Churchill
- Alec Craig: William McCoy, amotinat

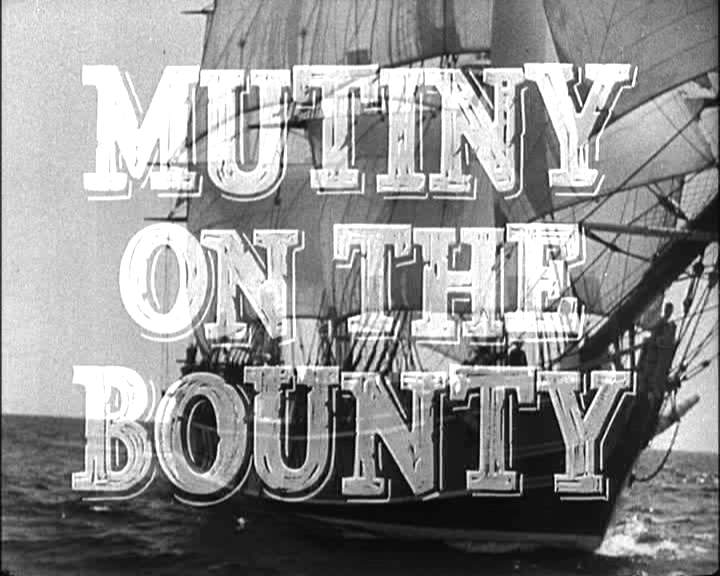
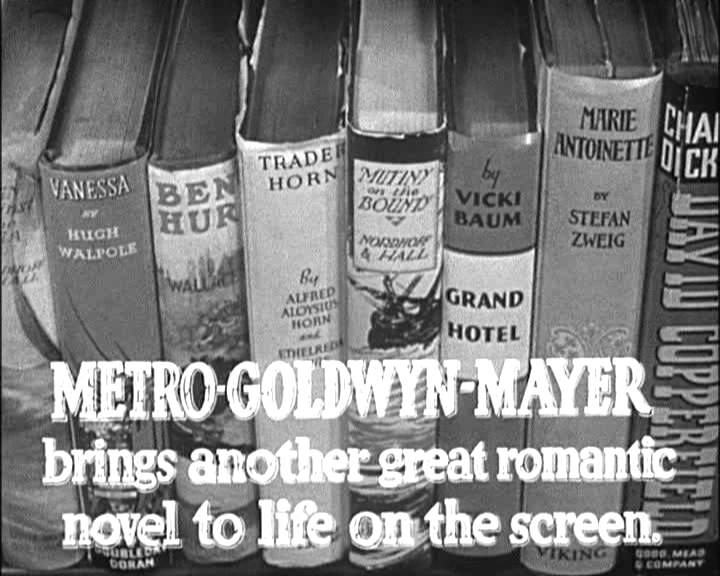
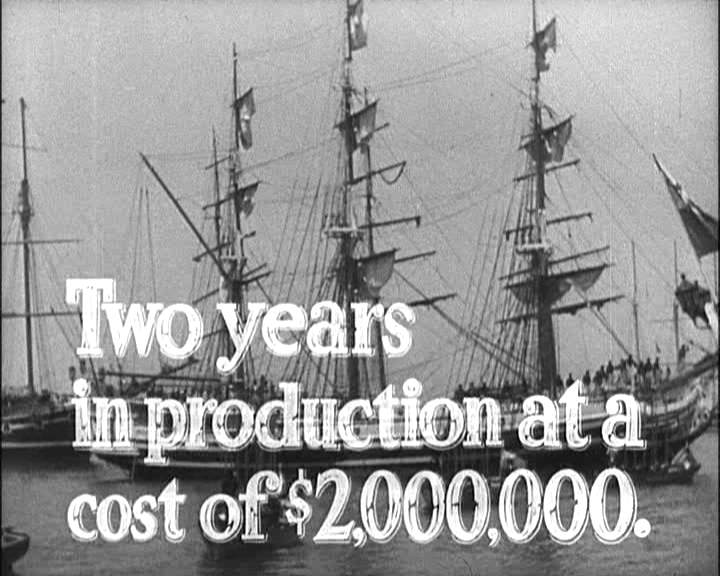
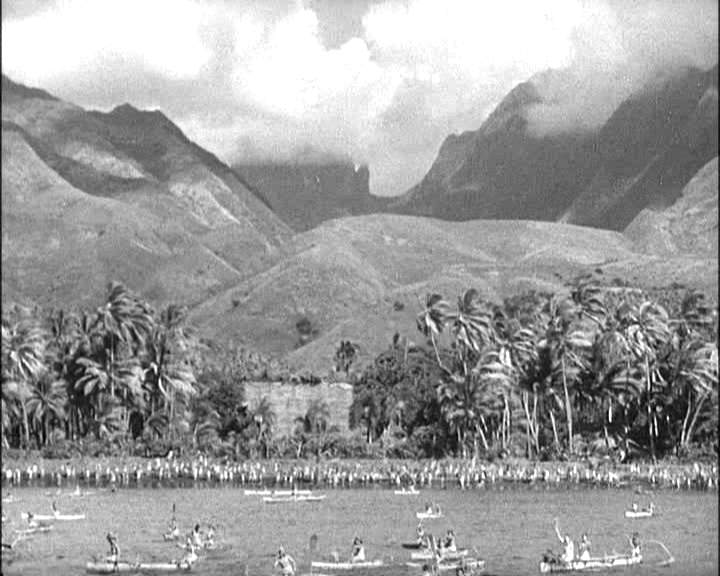
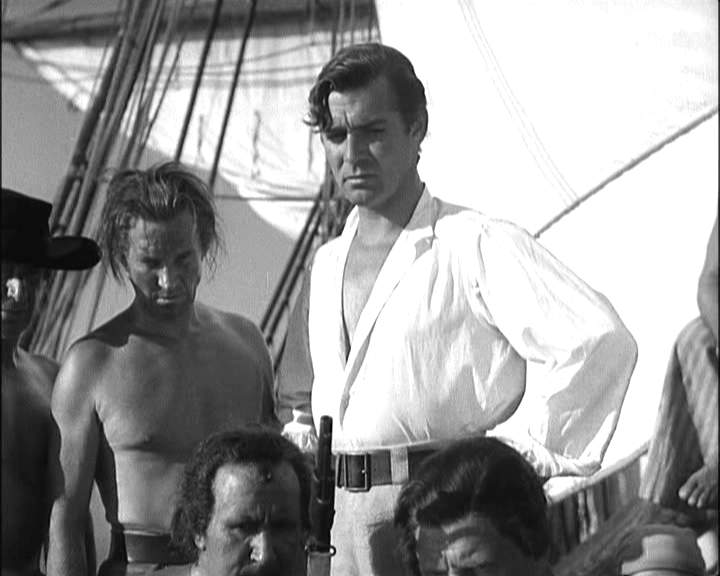
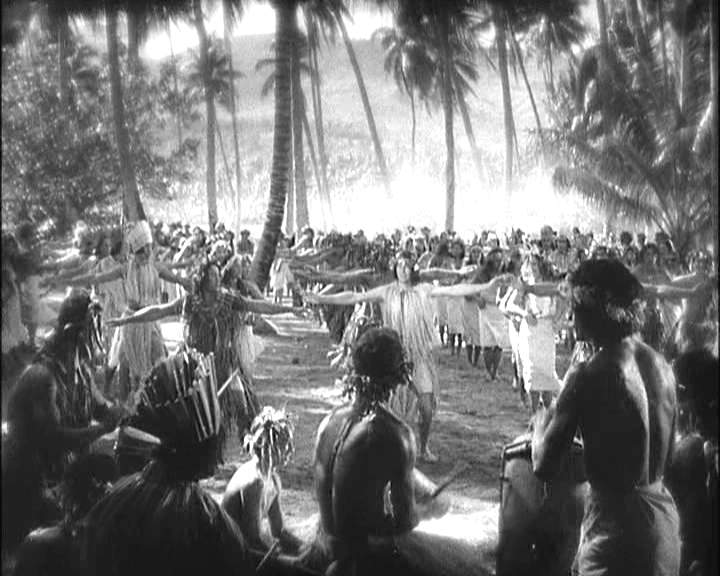
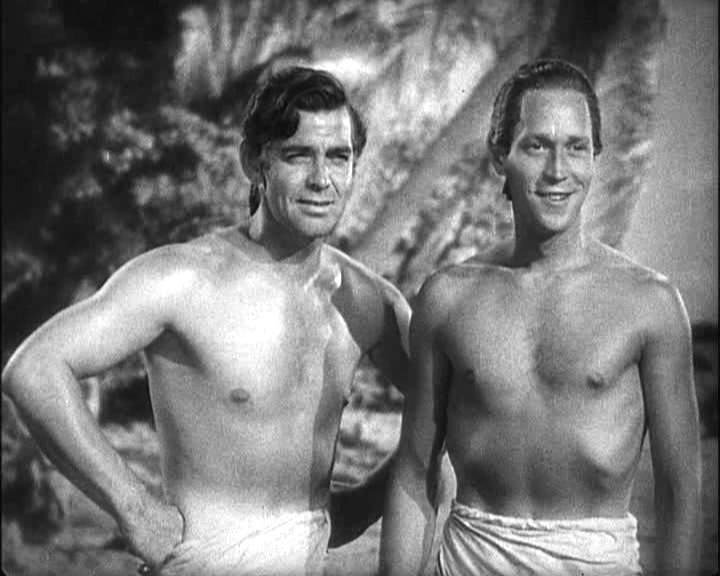
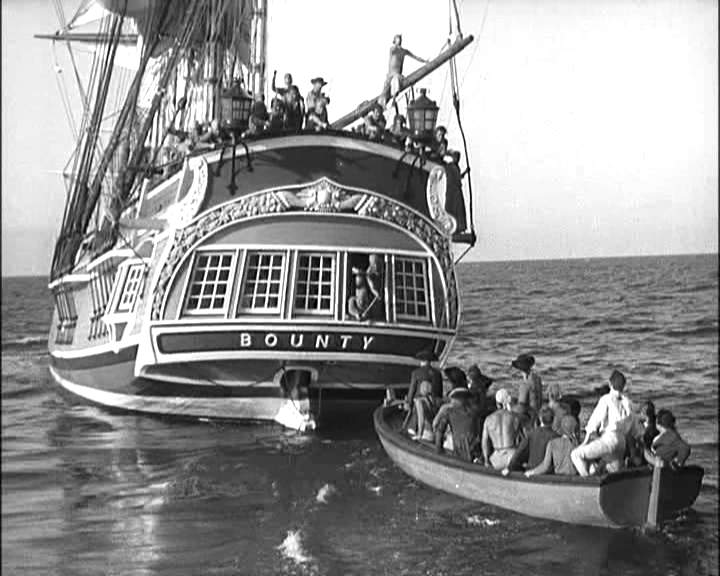
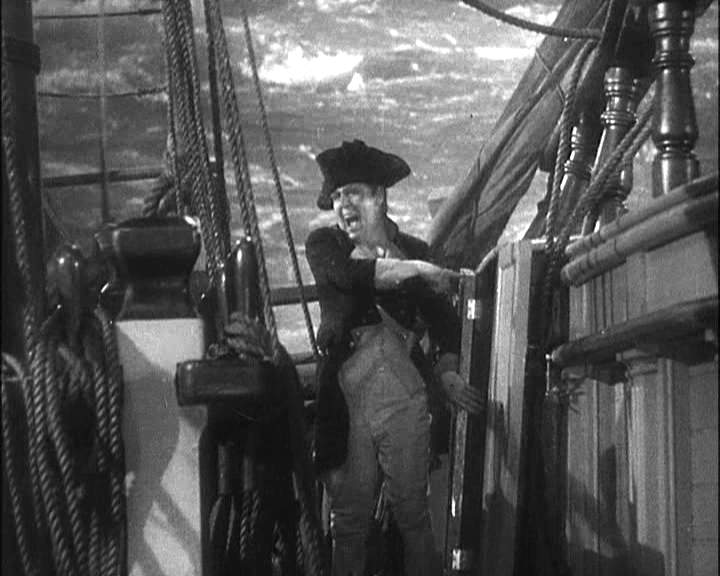
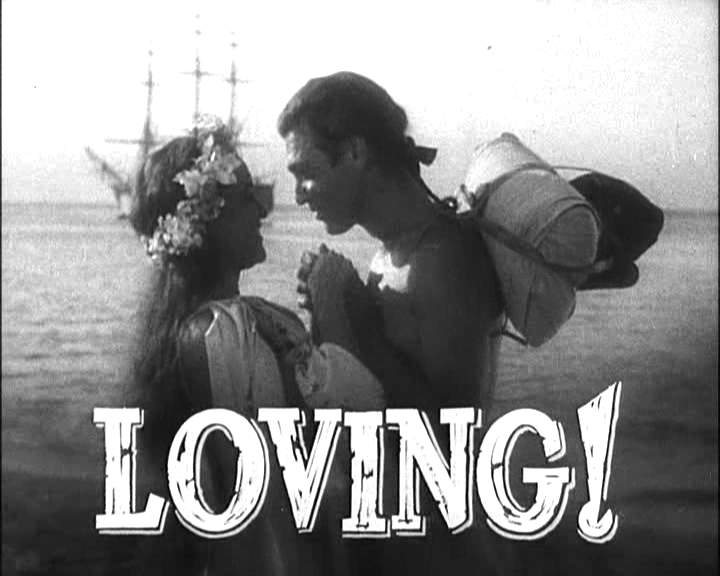
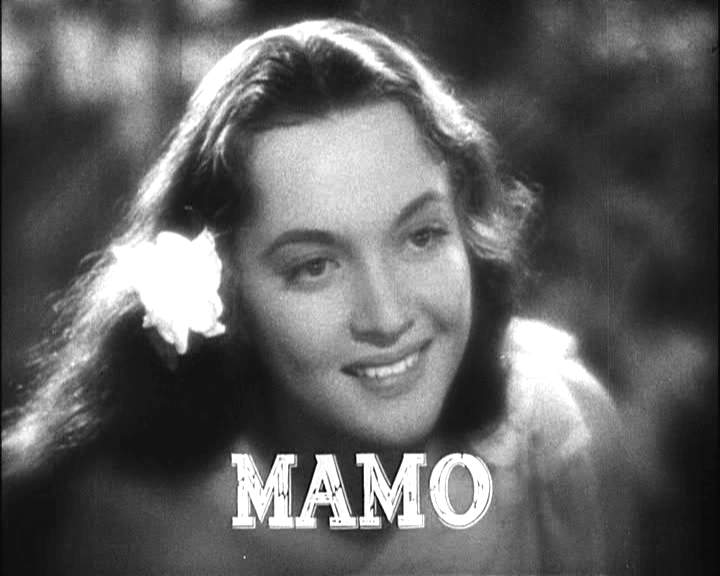
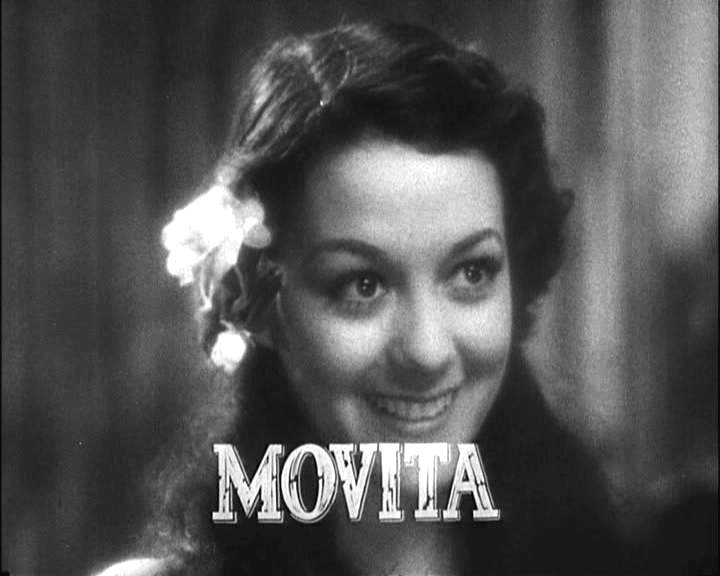

- Hal LeSueur: Millard
- Harry Allen: Wherryman
- Dick Winslow: Tinkler
- Charles Irwin: Thompson

## Premis i nominacions

### Premis
- 1936: Oscar a la millor pel·lícula

### Nominacions
- 1936: Oscar al millor director per Frank Lloyd
- 1936: Oscar al millor actor per Clark Gable
- 1936: Oscar al millor actor per Charles Laughton
- 1936: Oscar al millor actor per Franchot Tone
- 1936: Oscar al millor guió adaptat per Jules Furthman, Talbot Jennings i Carey Wilson
- 1936: Oscar a la millor banda sonora per Nat W. Finston
- 1936: Oscar al millor muntatge per Margaret Booth